# Menippe hirtipes
Menippe hirtipes is een krabbensoort uit de familie van de Menippidae. De wetenschappelijke naam van de soort is voor het eerst geldig gepubliceerd in 1853 door Lucas, in Jacquinot & Lucas.